# Zweisimmen
Zweisimmen é uma comuna da Suíça, no Cantão Berna, com cerca de 2.986 habitantes. Estende-se por uma área de 73,23 km², de densidade populacional de 41 hab/km². Confina com as seguintes comunas: Boltigen, Diemtigen, Saanen, Sankt Stephan.
A língua oficial nesta comuna é o Alemão.